# فرنك جوليان
فرنك جوليان (بالفرنسية: Franck Julien)‏ هو شخصية أعمال فرنسي، ولد في 30 ديسمبر 1966 في جنيف في سويسرا.